# Кубок Англії з футболу 1977—1978
Кубок Англії з футболу 1977—1978 — 97-й розіграш найстарішого футбольного турніру у світі, Кубка виклику Футбольної Асоціації, також відомого як Кубок Англії. Вперше титул здобув Іпсвіч Таун.

## Перший раунд
| Дата                      | Господарі                 | Рахунок | Гості                |
| ------------------------- | ------------------------- | ------- | -------------------- |
| 26 листопада              | Енфілд                    | 3:0     | Вімблдон             |
| 26 листопада              | Честер Сіті               | 4:1     | Дарлінгтон           |
| 26 листопада              | Честерфілд                | 1:0     | Галіфакс Таун        |
| 26 листопада              | Барнет                    | 1:2     | Пітерборо Юнайтед    |
| 26 листопада              | Бат Сіті                  | 0:0     | Плімут Аргайл        |
| 29 листопада Перегравання | Плімут Аргайл             | 2:0     | Бат Сіті             |
| 26 листопада              | Престон Норт-Енд          | 3:2     | Лінкольн Сіті        |
| 26 листопада              | Вотфорд                   | 2:0     | Хендон               |
| 26 листопада              | Редінг                    | 3:1     | Олдершот             |
| 26 листопада              | Волсолл                   | 1:0     | Дагенем              |
| 26 листопада              | Джиллінгем                | 1:1     | Веймут               |
| 30 листопада Перегравання | Веймут                    | 0:1     | Джиллінгем           |
| 26 листопада              | Борем Вуд                 | 0:0     | Свіндон Таун         |
| 29 листопада Перегравання | Свіндон Таун              | 2:0     | Борем Вуд            |
| 26 листопада              | Шеффілд Венсдей           | 1:0     | Бері                 |
| 26 листопада              | Скарборо                  | 4:2     | Рочдейл              |
| 26 листопада              | Донкастер Роверз          | 0:1     | Шрусбері Таун        |
| 26 листопада              | Рексем                    | 2:0     | Бертон Альбіон       |
| 26 листопада              | Транмер Роверз            | 1:1     | Гартліпул Юнайтед    |
| 29 листопада Перегравання | Гартліпул Юнайтед         | 3:1     | Транмер Роверз       |
| 26 листопада              | Стокпорт Каунті           | 3:0     | Сканторп Юнайтед     |
| 26 листопада              | Барнслі                   | 1:0     | Гаддерсфілд Таун     |
| 26 листопада              | Брентфорд                 | 2:0     | Фолкстоун-енд-Шепвей |
| 26 листопада              | Лоустофт Таун             | 0:2     | Кембридж Юнайтед     |
| 26 листопада              | Портсмут                  | 3:1     | Бідефорд             |
| 26 листопада              | Бредфорд Сіті             | 0:1     | Кру Александра       |
| 26 листопада              | Карлайл Юнайтед           | 2:0     | Стаффорд Рейнджерс   |
| 26 листопада              | Спеннімур Юнайтед         | 3:1     | Гул Таун             |
| 26 листопада              | Блайт Спартанс            | 1:0     | Берско               |
| 26 листопада              | Майнгед                   | 2:0     | Вікем Вондерерз      |
| 26 листопада              | Ньюпорт Каунті            | 1:1     | Ексетер Сіті         |
| 30 листопада Перегравання | Ексетер Сіті              | 4:2     | Ньюпорт Каунті       |
| 26 листопада              | Вілдстоун                 | 0:0     | Герефорд Юнайтед     |
| 30 листопада Перегравання | Герефорд Юнайтед          | 2:3     | Вілдстоун            |
| 26 листопада              | Саутпорт                  | 2:2     | Ранкорн              |
| 28 листопада Перегравання | Ранкорн                   | 1:0     | Саутпорт             |
| 26 листопада              | Торкі Юнайтед             | 1:2     | Саутенд Юнайтед      |
| 26 листопада              | Воркінгтон                | 0:2     | Грімсбі Таун         |
| 26 листопада              | Ротергем Юнайтед          | 3:0     | Мосслі               |
| 26 листопада              | Тілбері                   | 0:1*    | Кеттерінг Таун       |
| 5 грудня Перегравання     | Тілбері                   | 2:2     | Кеттерінг Таун       |
| 7 грудня Перегравання     | Кеттерінг Таун            | 2:3     | Тілбері              |
| 26 листопада              | Тутінг-енд-Мітчем Юнайтед | 1:2     | Нортгемптон Таун     |
| 26 листопада              | Віган Атлетік             | 1:0     | Йорк Сіті            |
| 26 листопада              | Колчестер Юнайтед         | 1:1     | Борнмут              |
| 29 листопада Перегравання | Борнмут                   | 0:0     | Колчестер Юнайтед    |
| 5 грудня Перегравання     | Борнмут                   | 1:4     | Колчестер Юнайтед    |
| 26 листопада              | Нанітон Боро              | 2:0     | Оксфорд Юнайтед      |
| 26 листопада              | Літергед                  | 0:0     | Свонсі Сіті          |
| 29 листопада Перегравання | Свонсі Сіті               | 2:1     | Літергед             |
| 26 листопада              | Арнольд                   | 0:0     | Порт Вейл            |
| 28 листопада Перегравання | Порт Вейл                 | 5:2     | Арнольд              |
| 26 листопада              | Лемінгтон                 | 6:1     | Ендербі Таун         |

* - гра була скасована.

## Другий раунд
До другого раунду увійшли переможці першого раунду. 
| Дата                   | Господарі         | Рахунок | Гості             |
| ---------------------- | ----------------- | ------- | ----------------- |
| 17 грудня              | Престон Норт-Енд  | 1:2     | Рексем            |
| 17 грудня              | Вотфорд           | 2:0     | Колчестер Юнайтед |
| 17 грудня              | Волсолл           | 1:1     | Порт Вейл         |
| 19 грудня Перегравання | Порт Вейл         | 1:3     | Волсолл           |
| 17 грудня              | Джиллінгем        | 1:1     | Пітерборо Юнайтед |
| 20 грудня Перегравання | Пітерборо Юнайтед | 2:0     | Джиллінгем        |
| 17 грудня              | Грімсбі Таун      | 2:0     | Барнслі           |
| 17 грудня              | Кру Александра    | 0:0     | Скарборо          |
| 21 грудня Перегравання | Скарборо          | 2:0     | Кру Александра    |
| 17 грудня              | Свіндон Таун      | 2:1     | Брентфорд         |
| 17 грудня              | Шрусбері Таун     | 1:1     | Стокпорт Каунті   |
| 19 грудня Перегравання | Стокпорт Каунті   | 1:2     | Шрусбері Таун     |
| 17 грудня              | Нортгемптон Таун  | 0:2     | Енфілд            |
| 17 грудня              | Портсмут          | 2:2     | Свонсі Сіті       |
| 20 грудня Перегравання | Свонсі Сіті       | 2:1     | Портсмут          |
| 17 грудня              | Плімут Аргайл     | 1:0     | Кембридж Юнайтед  |
| 17 грудня              | Карлайл Юнайтед   | 3:1     | Честер Сіті       |
| 17 грудня              | Блайт Спартанс    | 1:0     | Честерфілд        |
| 17 грудня              | Майнгед           | 0:3     | Ексетер Сіті      |
| 17 грудня              | Вілдстоун         | 2:1     | Редінг            |
| 17 грудня              | Ротергем Юнайтед  | 6:0     | Спеннімур Юнайтед |
| 17 грудня              | Віган Атлетік     | 1:0     | Шеффілд Венсдей   |
| 17 грудня              | Нанітон Боро      | 1:2     | Тілбері           |
| 17 грудня              | Лемінгтон         | 0:0     | Саутенд Юнайтед   |
| 19 грудня Перегравання | Саутенд Юнайтед   | 4:0     | Лемінгтон         |
| 17 грудня              | Гартліпул Юнайтед | 4:2     | Ранкорн           |

## Третій раунд
| Дата                  | Господарі                | Рахунок | Гості                   |
| --------------------- | ------------------------ | ------- | ----------------------- |
| 6 січня               | Чарльтон Атлетік         | 0:2     | Ноттс Каунті            |
| 6 січня               | Лейтон Орієнт            | 1:1     | Норвіч Сіті             |
| 16 січня Перегравання | Норвіч Сіті              | 0:1     | Лейтон Орієнт           |
| 7 січня               | Бристоль Сіті            | 4:4     | Рексем                  |
| 9 січня Перегравання  | Рексем                   | 3:0     | Бристоль Сіті           |
| 7 січня               | Бернлі                   | 1:0     | Фулгем                  |
| 7 січня               | Волсолл                  | 4:1     | Свонсі Сіті             |
| 7 січня               | Ноттінгем Форест         | 4:1     | Свіндон Таун            |
| 7 січня               | Блекберн Роверз          | 2:1     | Шрусбері Таун           |
| 7 січня               | Грімсбі Таун             | 0:0     | Саутгемптон             |
| 10 січня Перегравання | Саутгемптон              | 0:0     | Грімсбі Таун            |
| 16 січня Перегравання | Грімсбі Таун             | 1:4     | Саутгемптон             |
| 7 січня               | Мідлсбро                 | 3:0     | Ковентрі Сіті           |
| 7 січня               | Вест-Бромвіч Альбіон     | 4:1     | Блекпул                 |
| 7 січня               | Сандерленд               | 0:1     | Бристоль Роверз         |
| 7 січня               | Дербі Каунті             | 3:2     | Саутенд Юнайтед         |
| 7 січня               | Лутон Таун               | 1:1     | Олдем Атлетік           |
| 10 січня Перегравання | Олдем Атлетік            | 1:2     | Лутон Таун              |
| 7 січня               | Евертон                  | 4:1     | Астон Вілла             |
| 7 січня               | Шеффілд Юнайтед          | 0:5     | Арсенал                 |
| 7 січня               | Тоттенгем Готспур        | 2:2     | Болтон Вондерерз        |
| 10 січня Перегравання | Болтон Вондерерз         | 2:1     | Тоттенгем Готспур       |
| 7 січня               | Квінз Парк Рейнджерс     | 4:0     | Вілдстоун               |
| 7 січня               | Вест Гем Юнайтед         | 1:0     | Вотфорд                 |
| 7 січня               | Брайтон енд Гоув Альбіон | 3:0     | Скарборо                |
| 7 січня               | Галл Сіті                | 0:1     | Лестер Сіті             |
| 7 січня               | Карлайл Юнайтед          | 1:1     | Манчестер Юнайтед       |
| 11 січня Перегравання | Манчестер Юнайтед        | 4:2     | Карлайл Юнайтед         |
| 7 січня               | Челсі                    | 4:2     | Ліверпуль               |
| 7 січня               | Ексетер Сіті             | 2:2     | Вулвергемптон Вондерерз |
| 10 січня Перегравання | Вулвергемптон Вондерерз  | 3:1     | Ексетер Сіті            |
| 7 січня               | Блайт Спартанс           | 1:0     | Енфілд                  |
| 7 січня               | Менсфілд Таун            | 1:0     | Плімут Аргайл           |
| 7 січня               | Кардіфф Сіті             | 0:2     | Іпсвіч Таун             |
| 7 січня               | Лідс Юнайтед             | 1:2     | Манчестер Сіті          |
| 7 січня               | Сток Сіті                | 4:0     | Тілбері                 |
| 7 січня               | Ротергем Юнайтед         | 1:1     | Міллволл                |
| 10 січня Перегравання | Міллволл                 | 2:0     | Ротергем Юнайтед        |
| 7 січня               | Пітерборо Юнайтед        | 1:1     | Ньюкасл Юнайтед         |
| 11 січня Перегравання | Ньюкасл Юнайтед          | 2:0     | Пітерборо Юнайтед       |
| 7 січня               | Бірмінгем Сіті           | 4:0     | Віган Атлетік           |
| 7 січня               | Гартліпул Юнайтед        | 2:1     | Крістал Пелес           |

## Четвертий раунд
У цьому раунді зіграли переможці попереднього етапу.
| Дата                  | Господарі                | Рахунок | Гості                   |
| --------------------- | ------------------------ | ------- | ----------------------- |
| 28 січня              | Волсолл                  | 1:0     | Лестер Сіті             |
| 28 січня              | Мідлсбро                 | 3:2     | Евертон                 |
| 28 січня              | Іпсвіч Таун              | 4:1     | Гартліпул Юнайтед       |
| 28 січня              | Ньюкасл Юнайтед          | 2:2     | Рексем                  |
| 6 лютого Перегравання | Рексем                   | 4:1     | Ньюкасл Юнайтед         |
| 28 січня              | Бристоль Роверз          | 2:0     | Саутгемптон             |
| 28 січня              | Вест Гем Юнайтед         | 1:1     | Квінз Парк Рейнджерс    |
| 31 січня Перегравання | Квінз Парк Рейнджерс     | 6:1     | Вест Гем Юнайтед        |
| 28 січня              | Манчестер Юнайтед        | 1:1     | Вест-Бромвіч Альбіон    |
| 1 лютого Перегравання | Вест-Бромвіч Альбіон     | 3:2     | Манчестер Юнайтед       |
| 28 січня              | Арсенал                  | 2:1     | Вулвергемптон Вондерерз |
| 28 січня              | Лейтон Орієнт            | 3:1     | Блекберн Роверз         |
| 31 січня              | Ноттінгем Форест         | 2:1     | Манчестер Сіті          |
| 31 січня              | Брайтон енд Гоув Альбіон | 1:2     | Ноттс Каунті            |
| 31 січня              | Міллволл                 | 4:0     | Лутон Таун              |
| 31 січня              | Челсі                    | 6:2     | Бернлі                  |
| 1 лютого              | Дербі Каунті             | 2:1     | Бірмінгем Сіті          |
| 6 лютого              | Болтон Вондерерз         | 1:0     | Менсфілд Таун           |
| 6 лютого              | Сток Сіті                | 2:3     | Блайт Спартанс          |

## П'ятий раунд
На цьому етапі зіграли переможці попереднього раунду.
| Дата                   | Господарі            | Рахунок | Гості                |
| ---------------------- | -------------------- | ------- | -------------------- |
| 18 лютого              | Рексем               | 1:1     | Блайт Спартанс       |
| 27 лютого Перегравання | Блайт Спартанс       | 1:2     | Рексем               |
| 18 лютого              | Квінз Парк Рейнджерс | 1:1     | Ноттінгем Форест     |
| 27 лютого Перегравання | Ноттінгем Форест     | 1:1     | Квінз Парк Рейнджерс |
| 2 березня Перегравання | Ноттінгем Форест     | 3:1     | Квінз Парк Рейнджерс |
| 18 лютого              | Бристоль Роверз      | 2:2     | Іпсвіч Таун          |
| 28 лютого Перегравання | Іпсвіч Таун          | 3:0     | Бристоль Роверз      |
| 18 лютого              | Міллволл             | 2:1     | Ноттс Каунті         |
| 18 лютого              | Арсенал              | 4:1     | Волсолл              |
| 18 лютого              | Лейтон Орієнт        | 0:0     | Челсі                |
| 27 лютого Перегравання | Челсі                | 1:2     | Лейтон Орієнт        |
| 22 лютого              | Дербі Каунті         | 2:3     | Вест-Бромвіч Альбіон |
| 27 лютого              | Мідлсбро             | 2:0     | Болтон Вондерерз     |

## Шостий раунд
На цьому етапі зіграли переможці попереднього раунду.
| Дата                    | Господарі            | Рахунок | Гості            |
| ----------------------- | -------------------- | ------- | ---------------- |
| 11 березня              | Мідлсбро             | 0:0     | Лейтон Орієнт    |
| 14 березня Перегравання | Лейтон Орієнт        | 2:1     | Мідлсбро         |
| 11 березня              | Вест-Бромвіч Альбіон | 2:0     | Ноттінгем Форест |
| 11 березня              | Рексем               | 2:3     | Арсенал          |
| 11 березня              | Міллволл             | 1:6     | Іпсвіч Таун      |

## Півфінали
У півфіналах зіграли команди, що перемогли на попередньому етапі.
| Дата     | Господарі   | Рахунок | Гості                |
| -------- | ----------- | ------- | -------------------- |
| 8 квітня | Арсенал     | 3:0     | Лейтон Орієнт        |
| 8 квітня | Іпсвіч Таун | 3:1     | Вест-Бромвіч Альбіон |

## Фінал
| 6 травня 1978 |

| Арсенал | 0:1      | Іпсвіч Таун |
| ------- | -------- | ----------- |
|         | Протокол | Осборн 77'  |

| «Вемблі», Лондон Глядачів: 100 000 Арбітр: Дерек Ніппард |